# Лабруст, Теодор
Франсуа-Мари-Теодор Лабруст  (фр. François Marie Théodore Labrouste; 11 марта 1799, Париж — 28 ноября 1885, Париж) — французский архитектор, старший брат более известного архитектора Анри Лабруста.

## Биография
Франсуа Мари Теодор Лабруст родился 11 марта 1799 года в Старом 10 округе Парижа в семье юристов из Бордо. Его отец Франсуа-Мари-Александр Лабруст (1762—1835) в 1796 году был членом Совета пятисот и Трибуната с 1799 по 1807 год. Мать — Анн-Доминик Гург (1764—1851) — родилась в Тонне-Шаранте. У Теодора было два брата: Александр (1796—1866), будущий директор Коллежа Сент-Барб, и архитектор Анри Лабруст (1801—1875).
Теодор учился в коллеже Сент-Барб, затем в 1817 году поступил, как и брат Анри, в Королевскую школу изящных искусств. Он учился в мастерских Антуана Водуайе и Ипполита Леба, прежде чем в 1827 году выиграть первую Римскую премию. В Италии, где он жил с 1828 по 1832 год во Французской академии в Риме на вилле Медичи, он сделал несколько графических работ, представленных на Всемирной выставке 1855 года.
5 февраля 1835 года он женился в Париже на Мари-Луизе Гожак (1809—1885), правнучке Клода-Огюстена Дюфлоса, гравёра короля Людовика XV, и внучке Урбена Фирмена Пио, бывшего мэра 10-го округа Парижа. В семье было трое детей.
В 1838 году Александр Лабруст, старший брат Теодора, стал директором коллежа Сент-Барб. В 1845 и 1846 годах Теодор построил два павильона этого коллежа. К обычным зданиям коллежа он добавил театр, школу верховой езды и физкультурный зал во флигеле. Комплекс был открыт 12 мая 1852 года.
В 1862 году Теодор Лабруст опубликовал в «Revue Générale de l’Architecture et des Travaux Publiques» вид на гробницу Биже, созданную им в 1829 году вместе с Феликсом Дюбаном. В 1845—1876 годах он был главным архитектором общественной помощи и руководил агентством больничной архитектуры. Он построил новое здание больницы Фернан-Видаль между 1853 и 1858 годами на улице Фобур Сен-Дени, далее построил хоспис Неизлечимых в Иври-сюр-Сен. Американский архитектор Генри Гобсон Ричардсон, приехавший во Францию во время Гражданской войны, работал с Теодором Лабрустом над созданием этого хосписа.
С 1854 по 1880 год Теодор Лабруст отвечал за возведение памятника Людовику XIII на площади Вогезов. Между 1856 и 1870 годами он был архитектором библиотеки Арсенала, реструктурировал здание, добавив к старой галерее два концевых павильона, в том числе вход и фасады по улице Рю де Салли.
Несмотря на преклонный возраст, он долгое время сохранял активность. Однако после смерти жены 3 июня 1885 года он перестал работать и скончался 28 ноября.
- Коллеж Сент-Барб. Париж. Гравюра 1891 г.
- Госпиталь Фернан-Видаль. 1853—1858
- Библиотека Арсенала. 1856—1870. Париж
- Капелла госпиталя Шарль-Фуа. Иври-сюр-Сен